# Villa Hahn (Baden)

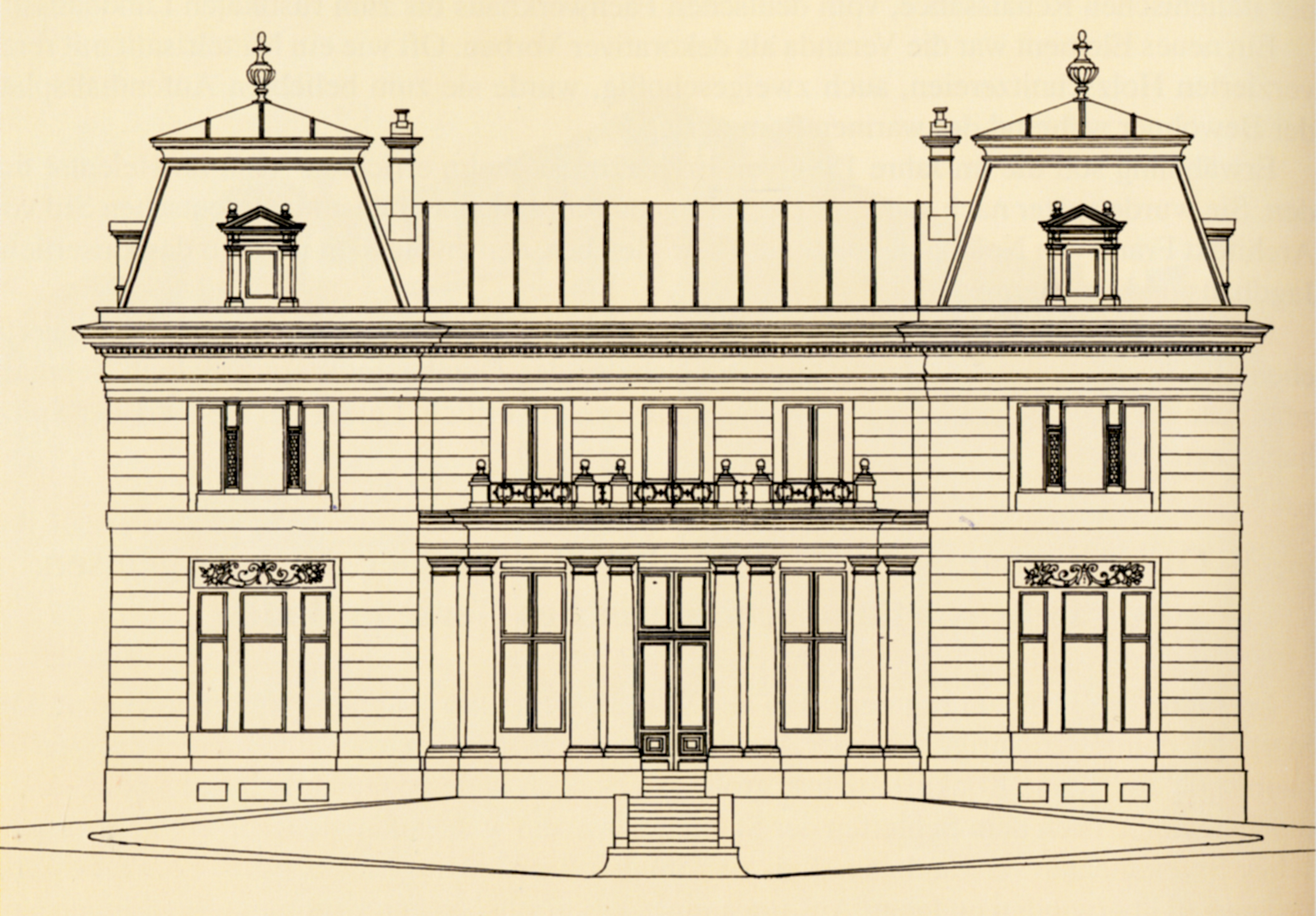
Plan von Otto Wagner aus dem Jahre 1885

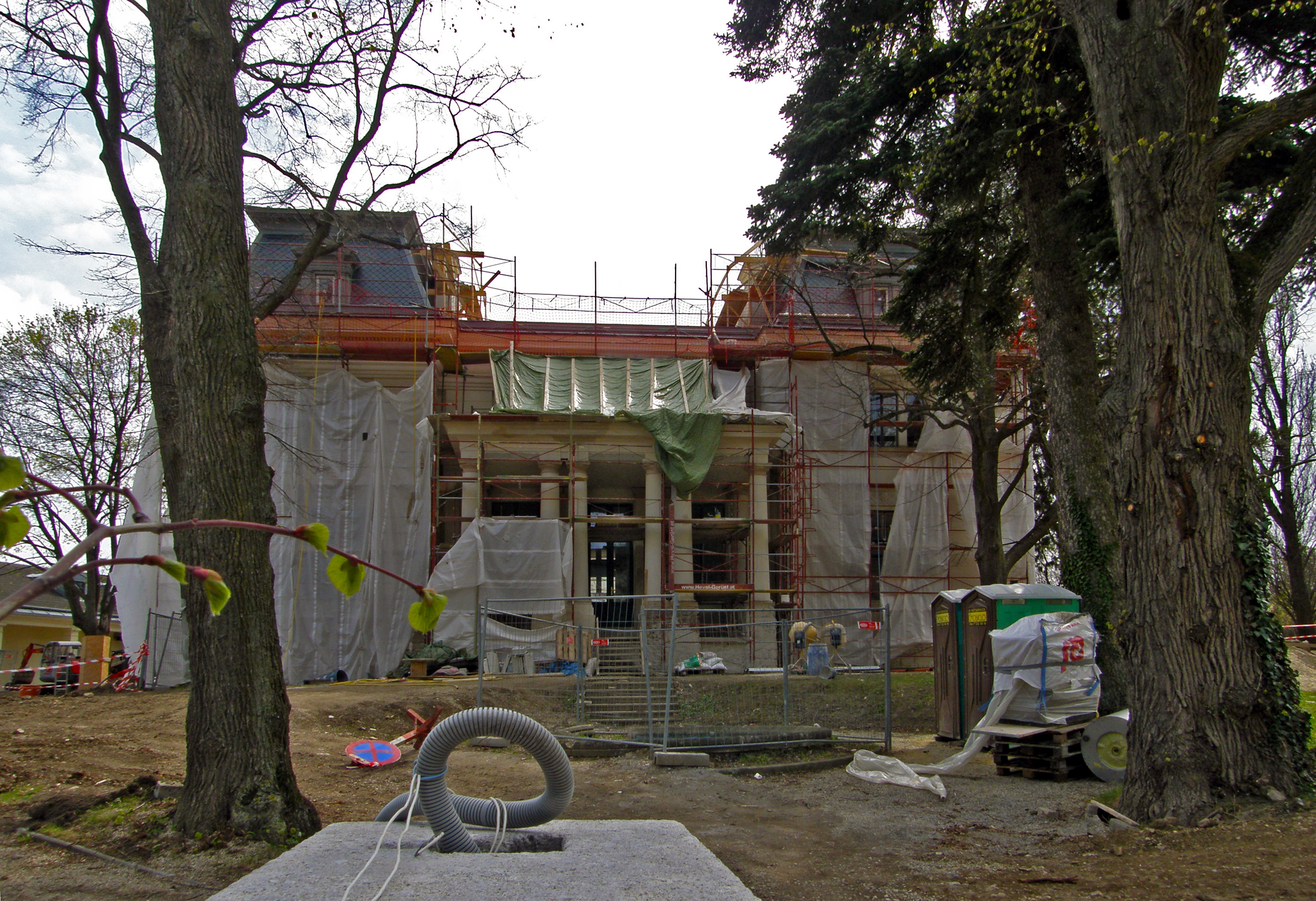
Renovierung 2012

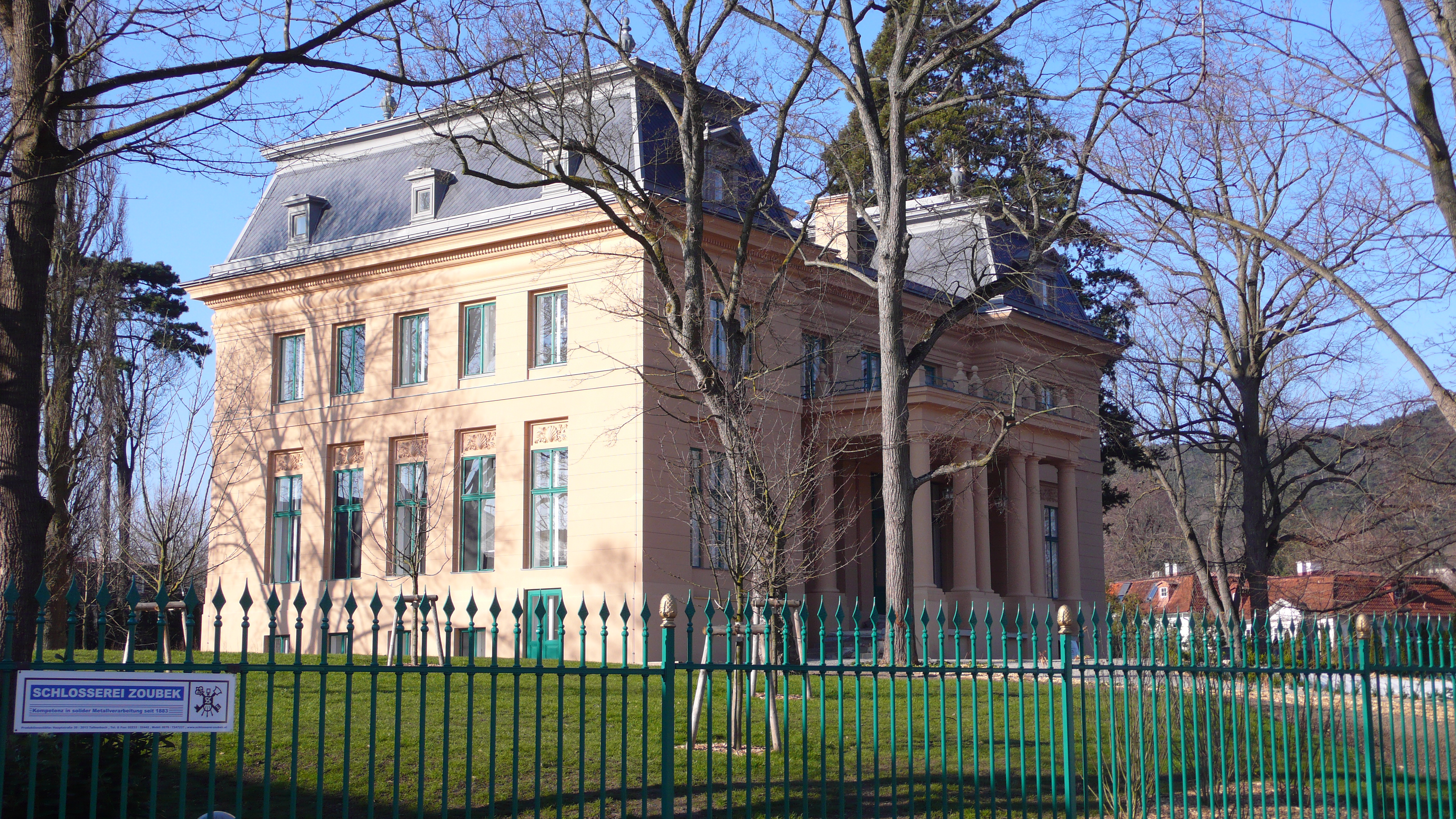
2013

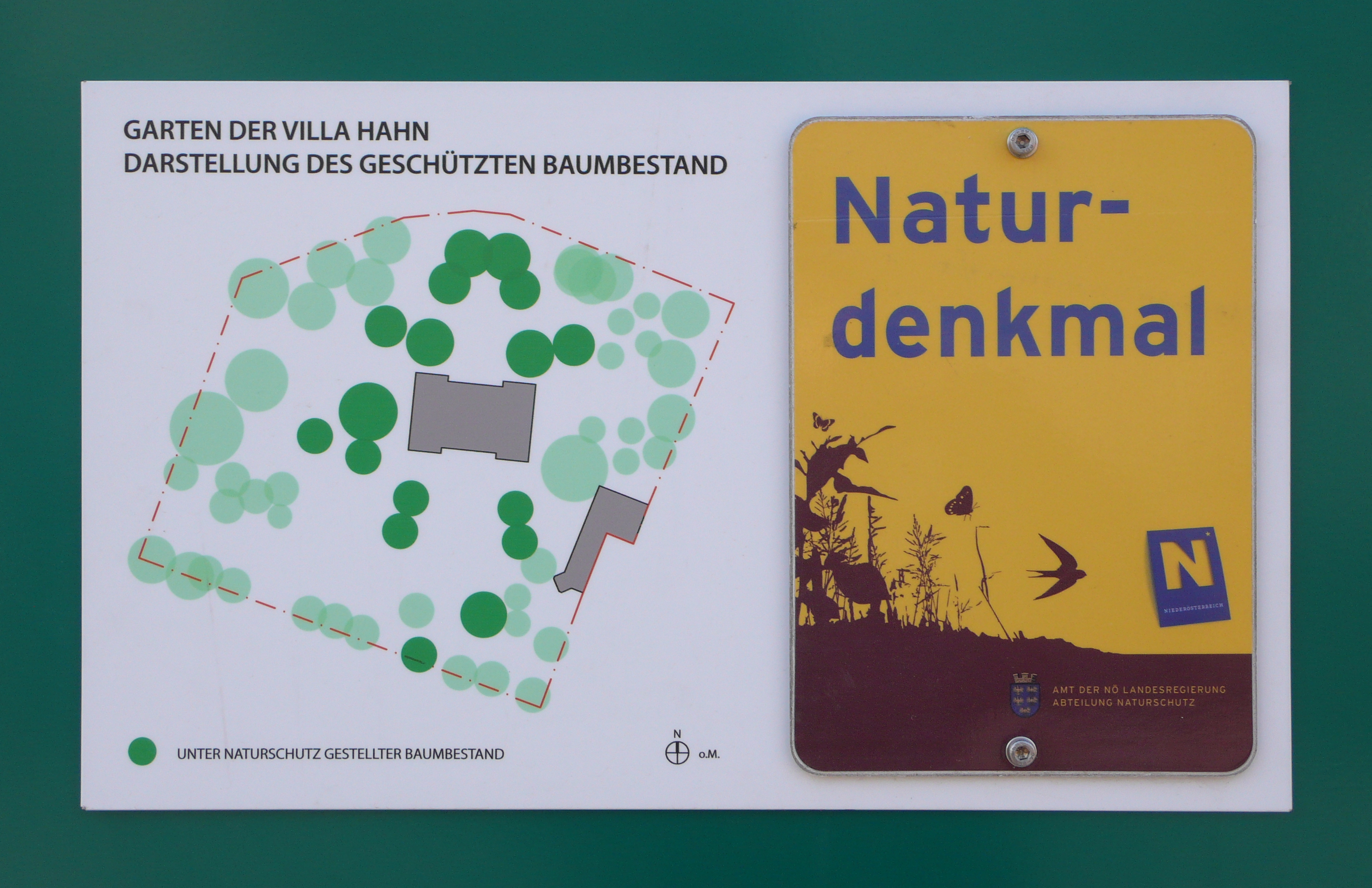
Naturschutztafel

Die Villa Hahn ist eine vom Architekten Otto Wagner für den Generaldirektor der k.k. priv. österreichischen Länderbank, Samuel Ritter von Hahn (1837–1915) gebaute Villa in Baden bei Wien. Sie steht samt dem Nebengebäude unter Denkmalschutz.

## Geschichte
Das Gebäude wurde durch den Badener Baumeister Anton Breyer an Stelle der 1884 um 50.000 Gulden erworbenen Villa Duport  errichtet. Zum Haupthaus kamen Gartenhaus, Glashaus, Palmenhaus, Kegelbahn, Tennisplatz, Wasserbecken und Grotte hinzu.
Nach dem Tode Hahns gelangte die Villa in den gemeinsamen Besitz der drei Töchter, 1925 ins Eigentum der jüngsten Tochter, Margarethe. 1938–48 war deren nichtjüdischer Ehemann, Paul Aulegk, Inhaber der somit dem Zugriff der Nationalsozialisten entzogenen Liegenschaft. 1951 kaufte die Pensionsversicherungsanstalt der Arbeiter (PVArb) von den Erben Hahns die Villa samt Grundstück im Ausmaß von 18.000 m², um dort eine Art von Rheumazentrum zu erproben. Die Stadtgemeinde versagte jedoch der Versicherungsanstalt die Einleitung des für den Heilbetrieb notwendigen Schwefelwassers, das Projekt versandete, und die Villa verfiel gezielt, damit das Areal veräußert werden konnte.
Im Mai 1984 stellte die PVArb beim Bundesdenkmalamt einen Antrag auf Bewilligung der Zerstörung sämtlicher Objekte der sog. Villa Hahn samt Nebengebäude, welcher noch im selben Jahr mit Bescheid abgewiesen wurde. Auf Abweisung einer in der Folge von der Versicherung geführten Beschwerde wurden vom Verfassungsgerichtshof im Oktober 1986 erkannt.
Gegen den Abbruchantrag hatte sich eine Initiative um den Badener Architekten Gerhard Lindner gegründet. Ihr gelang es schließlich, zumindest die Schleifung des Hauptgebäudes zu verhindern. Der von Otto Wagner gleichsam großzügig konzipierte Park sowie ein Teil des Nebengebäudeensembles konnten aber nicht gerettet werden.
Auf Teilen des einstigen Parks entstand 1987/88 eine Reihe von eingeschoßigen Reihenvillenbauten. Das Haupthaus selbst wurde am 15. Dezember 1988 wieder eröffnet. Einige der Bäume im Garten der Villa Hahn sind seit April 1988 als Naturdenkmäler ausgewiesen.

## Architektur
Die Villa ist zweigeschoßig und fünfachsig, zwischen den beiden Seitenrisaliten mit ihren Mansarddächern springt ein monumentaler Säulenportikus vor, darüber die Terrasse des mezzaninartigen Obergeschoßes. An der Gartenfassade ein kräftiger Doppelsäulenportikus, darüber ebenfalls eine Terrasse mit einer einläufigen Treppe in den Garten. Der Baustil ist späthistoristisch, er bildet den Übergang zu Wagners strengem tektonischen Stil der Stadtbahnbauten. Das Nebengebäude ist ein hufeisenförmiger biedermeierlicher Bau auf einem Keller aus dem 16. Jahrhundert. Das Gebäude wurde 1889 zu einem Gartenhaus und zu einer Dienerwohnung adaptiert und ein Glashaus angebaut.